# Утицај стреса на ендокрини систем
Утицај стреса на ендокрини систем према најновијим психонеуроолошким  истраживања указују да је у категорију поремећаја изазваних стресом потребно укључити и оне у чијој је основи су и нарушене ендокрине функције, при чему се стресу и психосоцијалним чиниоцима, у склопу иначе мултифакторске етиологије, приписује пресудна улога. Тиме листа психосоматских поремећаја и болести постаје знатно дужа. Њој се придружује широк спектар поремећаја и болести, од акутних респираторних инфекција, гениталног херпеса, преко мононуклеозе, хипертиреозе, појединих врста анемија, псоријазе, па све до канцера. Карика која повезује стрес са здравственим стањем је неуроендокрини и имуни систем, али механизам путем кога се везе између ових система остварују није још потпуно разјашњена.

## Дефиниција стреса и његов утицај
Стрес је скуп неспецифичних реакција човековог организма на штетне факторе из радног и животног окружења. Штетни фактори из човековог окружења активирају адаптациони механизам у организму како би се организам заштитио успостављањем равнотеже са средином.  Иако стрес може допринети настанку многих поремећаја и болести, он није етиолошки фактор.
Након дуготрајног излагање стресу, физиолошки, психолошки и бихевиорални одговор организма, своје деструктивне снаге стресних реакција преноси са нивоа соматских  промена у неуротрансмитерски, хормонални и имунски одговор који прати промена функција низа ткива и органа, „дегенеративн  каскада” и формирања морфолошких промена, што на крају резултује повећаним ризиком од неуроваскуларних болести и можданог удара.

## Физиолошки одговор на стрес
Стрес, започиње већ у мислима и емоцијама као одговор организма на стресор, доводећи до каскадих биохемијских, неуротрансмитерских и неурохормоналних реакција које започињу у лимбичком кортексу (амигдала, хипокампус), хипоталамусу и хипофизи са крајњим исходом — стимулацијом надбубрежне жлезде (ХХА-осовине) и појачаним лучењем адреналина.
Физиолошке одговоре на стрес и контролу стресног одговора углавном регулиšу две компоненте неуроендокриног систама, или две осовине међусобно повезане са емоцијама, посебно оним непосредно повезаним са стресом, у које спадају: симпатичко-адренално-медуларна осовина и хипоталамичко-хипофизна-адренално-кортикална осовина.

### Симпатичко-адренално-медуларна осовина (скраћено SAM)
SAM осовина (која се назива и „напад-бежање“) је прва осовина која даје одговор на стрес. Наиме током стреса хипоталамус стимулише емитовање и слање симпатичких импулса према различитим телесним органима. Такође стимулише лучење адренелина, норадреналина и осталих катеколамина у крвни систем. Након јаког стреса, организам је „преплављен“ адреналином и норадреналином, који повећавају ефекте симпатичког узбуђења. Путем повратне везе са хипоталамусом, адреналин повећава излучивање адренокортикотропног хормона и тако одржава повећано узбуђење и хипоталамичко-хипофизна-адренално-кортикалну осовину (HPAC-осовину).
Као одговор на стрес хипоталамус лучи кортикотропни отпуштајући фактор (скраћено CRP), који потом стимулише предњи режањ хипофизе која лучи адренокортикотропни хормон (АЦТХ), β-ендорфин и пролактин. Адренокортикотропни хормон стимулише кору надбубрежне жлезде на појечано лучење глукокортикоида, од којих је за стресни одговор најважнији кортизол. Кортизол даје организму додатне количине енергије тако што повећава концентрацију аминокиселина у крви, излучивање масних киселина и стварањеm глукозе из некарбохидрата. Иако је кортизол врло важан за правилан метаболизам, бројна истраживања показала су да трајно повишен ниво кортизола може довести до смањеног искориштавања глукозе, накупљања масноћа, смањене способности памћења и учења, те оштећења имунолошких функција.
Како данашња истраживања нису доказала долази ли до промена у кортизол-вежућим протеинима и рецепрорима за кортизол, стварни утицај растућег кортизола остаје непознат.
Повећањем количине котризола у организму се смањује количина дехидроепиандростерона (ДХЕА). То настаје као последица дејства хормона прегненолона и прогестерона који учествују у стварању кортизола на штету дехидроепиандростерона. Дехидроепиандростерон се ствара у кори надбубрежне жлезде, па га понекад називају прохормоном јер суделује у синтези педесет других хормона. Однос кортизол/ДХЕА је добар биолошки маркер стреса и старења. Уз кортизол се излучује и β-ендорфин, који има аналгетичку функцију у припреми организма за потенцијалну бол или оштеђење/повреду.

### Хипоталамичко-хипофизна-адренално-кортикална осовина (скраћено HPAC)
HPAC осовина  има изграђен систем негативне повратне спреге помоћу које снижава сопствену активност. Па тако лучење кортизола може изазвати инхибицију хипоталамуса и хипофизе (кортизол утиче на смањење лучења ЦРФ-а и АЦТХ-а). Оваква контрола омогућава нашем телу да спречи претерану реакцију на стресни надражај.

## Патофизиологија одговора на стрес
Претпоставља се да ендокрине жлезде модулирају имуни системе на више начина, а не само путем ХПАЦ осовине. Ситуација се још више усложњава када се узме у обзир периферни нервни систем и начин на који он мења имунски одговор. Истраживање имунолошких одговора на људима је отежано, јер се најчешће добија само делимична слика о стању ћовекових система. Међутим доказано је да стрес мења све аспекте имунолошких функција које се могу мерити. Завршна акција било којег хормона или пептида је умногоме зависна од неуроендокриних и генетички узрокованих промена код појединца код који се оне појављују.
Постоје и људи који на стресор реагују друкчије од већине, јер се и услови мењају, и оно што је за већину у популацији раније било адаптивно, у следећем тренутку може бити штетно. Зато се у популацији мора одржавати разноликост, иако то можда није повољно за те појединце. И поред тога између појединаца постоји разлика компоненти система (нервни, ендокрини и имуни) и ризика међу болестима узрокованих стресом.
Применом бихевиоралних техника којима је циљ смањење негативних мисли и промовисања позитивних емоционалних стања на психичком плану долази до смањењења доживљаја стреса и негативних емоција, а на физиолошком до смањење нивоа излућеног кортизола (хормона стреса).
Новија психонеуроимунолошка истраживања указују да је у ову категорију поремећаја потребно укључити и оне у чијој је основи супресија имунитета или хиперимунитет, при чему се стресу и психосоцијалним чиниоцима, у склопу иначе мултифакторске етиологије, приписује пресудна улога. Тиме листа психосоматских поремећаја и болести постаје знатно дужа. Њој се придружује и широк спектар поремећаја и болести, од акутних респираторних инфекција, гениталног херпеса, преко мононуклеозе, хипертиреозе, појединих врста анемија, псоријазе, па све до канцера.
Карика која повезује стрес са здравственим стањем је неуроендокрини и имунски систем, али механизам и путееви којим се везе остварују нису још потпуно разјашњени.